# Резерват биосфере
Резерват биосфере је подручје од ванредног еколошког и историјског значаја, које је међународно признато унутар UNESCO-вог програма за приказивање уравнотеженог односа између људи и природе.
Свако номиновано подручје улази у састав мреже међународних резервата биосфере WNBR под заштитом UNESCO-а. То су подручја у којима све активности треба свести на три основна циља: очување природне баштине, биоразноликости и праћења одрживог развоја и научног истраживања екосистемa.
На крају 2018. године има 686 резервата биосфере у 122 државе света (79 одабраних подручја у Африци, 33 у Арапским земљама, 152 у Азији ина Пацифику, 292 у Европи/Северној Америци и 130 у Латинској Америци).

## Резервати биосфере у Србији
У Србији су проглашена два резервата биосфере и то Голија-Студеница 2001. године и Бачко Подунавље 2017. године.
| ИД   | Слика | Назив                              | Општине/Градови                           | Рег. | Локација                                                  | Прогл. | Површ. (ha\|ac\|m2) | ИУЦН катег. | Напомена |
| ---- | ----- | ---------------------------------- | ----------------------------------------- | ---- | --------------------------------------------------------- | ------ | ------------------- | ----------- | -------- |
| РБ01 |       | Резерват биосфере Голија—Студеница | Ивањица, Краљево, Рашка, Сјеница          | ШЗС  | 43° 17′ 24″ С; 20° 19′ 19″ И / 43.29° С; 20.322° И        | 2001.  | 53.804\|00\|00      | /           | Унеско   |
| РБ02 |       | Резерват биосфере Бачко Подунавље  | Сомбор, Апатин, Оџаци, Бач, Бачка Паланка | В    | 45° 48′ 42″ С; 18° 57′ 39″ И / 45.811667° С; 18.960833° И | 2017.  | 176.636\|00\|00     | /           | Унеско   |